# يوم الرياضة (اليابان)
يوم الرياضة (スポーツの日 ، Supōtsu no hi) ، أو يوم الصحة والرياضة (体育の日 Taiiku no hi) وذلك سابقاً، هو يوم عطلة رسمية في اليابان يقام سنويًا في ثاني يوم إثنين من شهر أكتوبر. يحتفل بذكرى إفتتاح الألعاب الأولمبية الصيفية 1964 الذي أقيم في طوكيو ، هذا اليوم يروج للرياضة وأسلوب الحياة النشطة.